# Radula flaccida
Radula flaccida là một loài rêu tản trong họ Radulaceae. Loài này được Lindenb. & Gottsche miêu tả khoa học lần đầu tiên năm 1847.